# Hirokazu Otsubo
Hirokazu Otsubo (大坪 博和 Otsubo Hirokazu?, nacido el 7 de diciembre de 1979 en Fukuoka) es un exfutbolista japonés. Jugaba de delantero y su último club fue el Sagawa Printing de Japón.

## Trayectoria

### Clubes
| Club                  | País  | Año         |
| --------------------- | ----- | ----------- |
| Otsuka Pharmaceutical | Japón | 2002 - 2004 |
| Sagawa Express Osaka  | Japón | 2005        |
| Ehime FC              | Japón | 2006        |
| Sagawa Printing       | Japón | 2007 - 2010 |